# Сатоми, Кана
Кана Сатоми (яп. 里見香奈 Сатоми Кана, родилась 2 марта 1992) — японская профессиональная сёгистка, 6 женский дан, 2-я королева Курасики тока, 3-я королева-мэйдзин, 2-я королева-осё, 2-я королева-ои. Ученица Кэйдзи Мори 9 дана; ранее училась у Масааки Янагиуры, сильного сёгиста-любителя. Состоит в NSR.
Сильнейшая сёгистка 2010-х и начала 2020-х годов, обладательница рекордного числа завоёванных женских титулов (47 на начало 2022 года) в истории сёги.
Сатоми — первая профессиональная сёгистка, продолжившая обучение в Сёрэйкай после получения профессионального статуса (сёгисткам он даётся при достижении 2 кю), а также первая сёгистка, достигшая 3-го дана Сёрэйкай.
C 1 мая (завоевание титула дзёо) по 17 июня (потеря титула дзёрю-ои) 2013 года Сатоми, впервые в истории сёги, обладала пятью женскими коронами (из существовавших тогда шести) одновременно, а в сентябре 2019 года также впервые в истории сёги стала обладательницей шести женских корон одновременно («Большого шлема»).

## Разряды по сёги
- 2004: 2 женский кю
- 2006: 1 женский кю
- 2007: 1 женский дан
- 2008: 2 женский дан
- 2009: 3 женский дан
- 2010: 4 женский дан
- 2011: 5 женский дан
- 2011: 1 кю Сёрэйкай
- 2012: 1 дан Сёрэйкай (первая сёгистка в истории, достигшая этого разряда)
- 2013: 2 дан Сёрэйкай (первая сёгистка в истории, достигшая этого разряда)[4]
- 2013: 3 дан Сёрэйкай (первая сёгистка в истории, достигшая этого разряда)[2]
- 2020: 6 женский дан[5]

## Титулы
| Титул         | Сезоны завоеваний          | Число титулов |
| ------------- | -------------------------- | ------------- |
| Дзёрю-мэйдзин | 2009—2020                  | 12            |
| Курасики тока | 2008—2012, 2015—2021       | 12            |
| Дзёрю-осё     | 2010—2012, 2015—2018, 2021 | 8             |
| Дзёрю-ои      | 2012, 2015—2017, 2019—2021 | 7             |
| Дзёо          | 2013                       | 1             |
| Дзёрю-одза    | 2013, 2016—2018, 2021      | 5             |
| Сэйрэй        | 2019—2020                  | 2             |

- Всего титулов: 47 (1-е место в истории женских сёги).
- Участий в финальных матчах: 57[6]